# 애셔 먼로
애셔 먼로(Asher Monroe, 1988년 9월 18일 ~ )는 미국의 배우이자 가수이다.